# ソロモン諸島の戦い
ソロモン諸島の戦い（ソロモンしょとうのたたかい）は、第二次世界大戦中に日本軍と連合軍の間で、南太平洋ソロモン諸島の争奪をめぐり行われた戦闘である。
一連の戦闘の中で大きなものはガダルカナル島の戦いとブーゲンビル島の戦いであるが、このほかにも多くの陸海空の戦闘が行われた。

## 背景
太平洋をめぐる日本と連合国との戦いは、緒戦の南方作戦では周到に準備した日本軍が西太平洋を制し、南方資源地帯を押さえる結果となった。資源的に余裕が出てきた日本軍は第二段作戦として、陸軍の中国・インドを押さえようという案と、海軍のオーストラリアを押さえる案とが浮上してきた。
しかし、海軍軍令部はオーストラリアを押さえるには新たに20万人程度の軍が必要と試算、陸軍側と折衝したが中国戦線を主戦場と見る陸軍側はこれを拒否した。このため軍令部はアメリカとオーストラリアの間の交通を分断し、オーストラリアを孤立させ、休戦させるという構想（米豪遮断作戦）を立て、陸軍の了承を得るにいたった。そのため、日本海軍はフィジー、サモア、ニューカレドニアを攻略するFS作戦を計画した。1942年4月頃の日本海軍の作戦計画は次のとおりであった。
1. 5月上旬 - ポートモレスビー攻略作戦
2. 6月上旬 - ミッドウェー、アリューシャン作戦
3. 7月 - FS作戦

ガダルカナル島のすぐ北に位置するフロリダ島のツラギは、珊瑚海海戦直前の5月3日に日本軍が占領した。
すぐにツラギに哨戒活動用の水上機を配備し、ツラギの部隊はガダルカナル島に飛行場適地があることを報告した。6月のミッドウェー海戦の敗北の直後、日本軍はFS作戦の2ヶ月延期を決定したが、ツラギの強化やFS作戦のためにガダルカナル島に飛行場を建設することとし、1942年7月6日に飛行場設営隊が島に上陸して建設が始まった。同じ頃、FS作戦の中止が決定したが、飛行場の建設はそのまま進められ、8月5日には完成して、16日に戦闘機を派遣する予定であった。ただ、この頃の日本軍の関心はFS作戦が中止になったことでソロモン諸島よりもニューギニアのポートモレスビーを再攻略（5月の攻略作戦は珊瑚海海戦のため、途中で中止）することに向いていた。
一方、7月2日に連合軍はウォッチタワー作戦と呼ばれる対日反攻作戦を発動し、8月7日にガダルカナル島で日本軍が建設中の飛行場の奪取と、フロリダ島のツラギにある日本軍基地の攻略のため、アメリカ海兵隊第1海兵師団を主力とするアメリカ軍が両島に上陸した。
同時期、ニューギニアでも日本軍のポートモレスビー陸路攻略作戦が行われていたが、ガダルカナル島の戦いが始まると日本軍は戦力（兵員、航空機、艦船）をガダルカナル島に優先投入した。
日本海軍はインド洋で大規模な作戦を行う予定であったが、こちらも中止された。

## ガダルカナル島をめぐる戦い

### フロリダ諸島

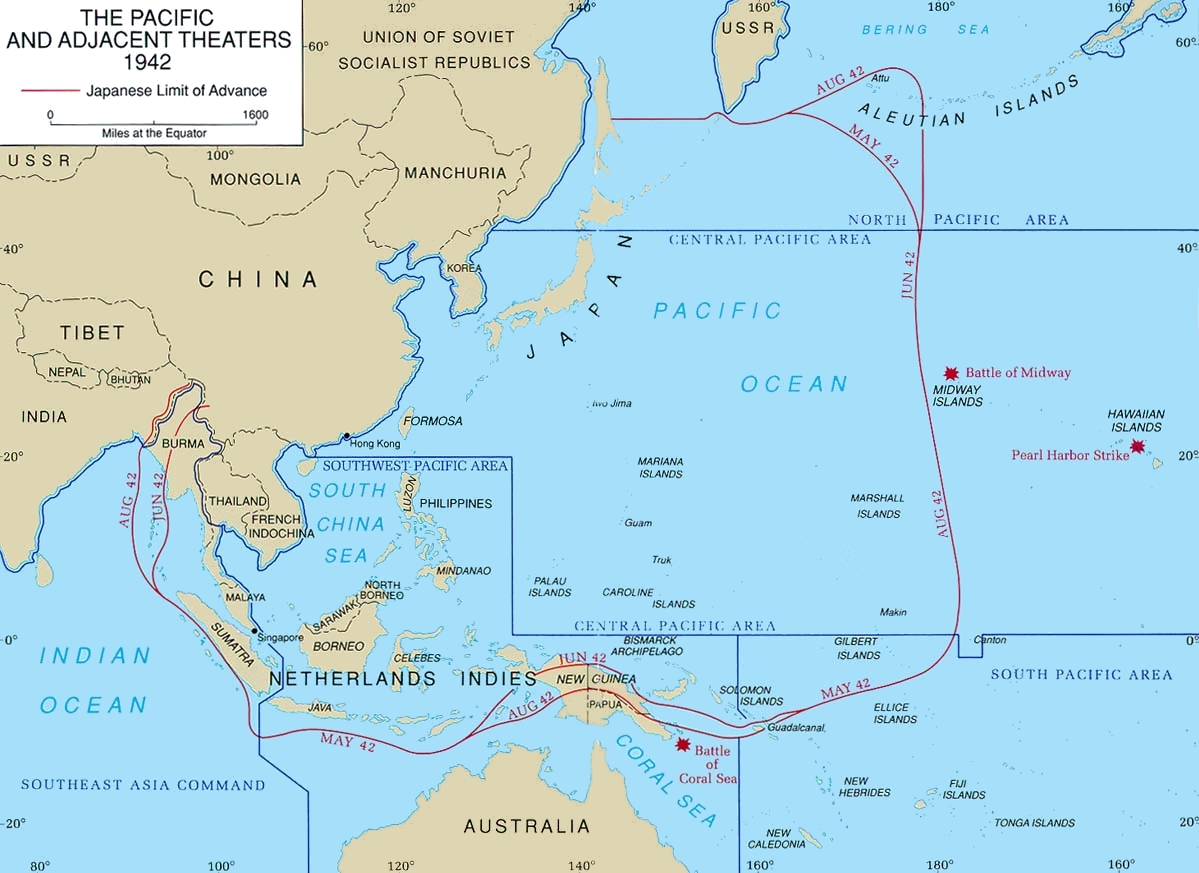
1942年時の前線

ガダルカナル島のすぐ北に位置するフロリダ島の入江にある３つの小島（ツラギ、タナンボコ、ガブツ）に日本海軍の横浜海軍航空隊（水上機部隊）と陸戦隊（第八十四警備隊）の800名弱が駐留し、水上機による周辺の哨戒活動を行っていた。8月7日、アメリカ海兵隊が上陸し、激戦となったが翌8日に占領された。日本軍は少数の捕虜を除き全滅した。

### ガダルカナル島

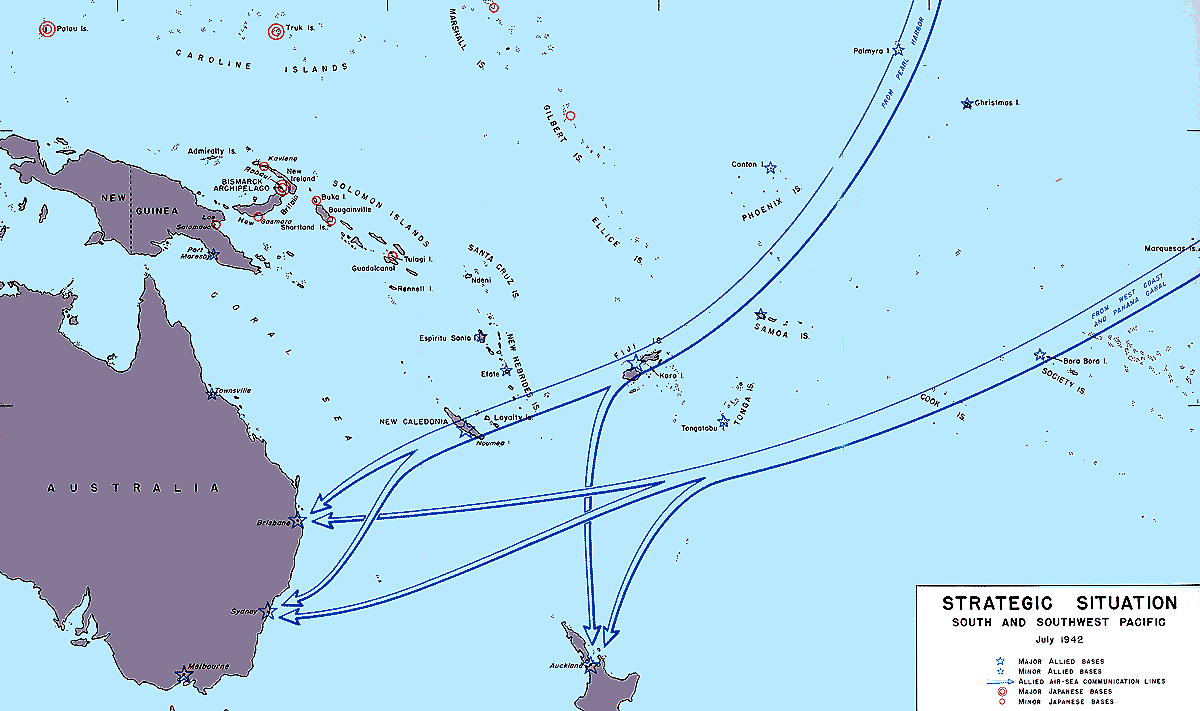
連合軍の補給線

1942年（昭和17年）7月6日、日本海軍はガダルカナル島に飛行場設営隊とわずかな守備隊を送り込みルンガ飛行場（後のヘンダーソン飛行場、ホニアラ国際空港）の建設を開始し、8月5日に第一期工事を完成した。一方この情報をつかんだアメリカ軍は、8月7日にガダルカナル島に海兵隊10,000名を上陸させて、さしたる抵抗も受けずに飛行場を占領した。またこれと同時にフロリダ島、ツラギ島、ガブツ島、タナンボゴ島に対しても陸海共同の占領作戦が行われた。ウォッチタワー作戦と呼ばれるこれらの作戦は、太平洋戦線のアメリカ軍にとっては初めての攻勢であった。こうしてそれまで注目されていなかったガダルカナル島は日本と連合軍（主力はアメリカ軍）の激戦地となった。
アメリカ軍のガダルカナル上陸に日本海軍は直ちに反撃行動を起こし、第一次ソロモン海戦が発生した。この時までの日本軍のガダルカナルでの作戦は海軍単独によるものであったが、8月12日に「ソロモン群島要地奪回作戦」（カ号作戦）の陸海軍中央協定が締結され陸軍も奪回作戦に加わることになった。
しかしアメリカ軍が日本から奪取した飛行場を巡る地上戦では、日本軍の情勢判断の誤りにより被害が拡大した。この間、周辺の海域では多くの海戦が行われ、日米両軍とも多数の艦船を失ったが工業生産力が劣る日本の方がより大きな打撃であった。また、この戦いでラバウル航空隊は往復2,000キロもの長距離飛行を強いられた。そのため、搭乗員の疲労は激しく、多くの航空機と貴重な熟練搭乗員を消耗していった。 
1942年12月31日に日本はガダルカナル島からの撤退を決定し、翌年2月に撤退が行われた（ケ号作戦）。一連の撤退作戦が行われた後、1943年（昭和18年）2月9日ガダルカナル島からの「転進」（撤退）を伝える大本営発表が行われた。この戦いにおける日本軍の死傷者24,000名、アメリカ軍の死傷者6,000名を数えるまでになっていた。日本軍はガダルカナル島での戦いに敗北し、以後戦況は悪化の一途をたどる。

### 主な戦い
丸括弧内は連合軍における呼称。
1942年（昭和17年）
- 8月7日 - 連合軍がガダルカナル島とフロリダ諸島に上陸
- 8月9日 - 第一次ソロモン海戦（サボ島沖海戦） ［鉄］
- 8月21日 - イル川渡河戦にて、日本軍（一木支隊）はヘンダーソン飛行場の奪回作戦を行うが壊滅（テナルの戦い）
- 8月24日 - 第二次ソロモン海戦（東ソロモン沖海戦）
- 9月12日～14日 - 日本軍（川口支隊）はヘンダーソン飛行場の奪回作戦（第一次総攻撃）を行うが失敗
- 10月11日～12日 - サボ島沖夜戦（エスペランス岬沖海戦） ［鉄］
- 10月13日～14日 - ヘンダーソン基地艦砲射撃
- 10月24日～26日 - 日本軍（第2師団）はヘンダーソン飛行場の奪回作戦（第二次総攻撃）を行うが失敗
- 10月26日 - 南太平洋海戦（サンタ・クルーズ諸島海戦）
- 11月12日～13日 - 第三次ソロモン海戦（第一次ガダルカナル海戦） ［鉄］
- 11月14日～15日 - 第三次ソロモン海戦（第二次ガダルカナル海戦） ［鉄］
- 11月30日 - ルンガ沖夜戦（タサファロンガ海戦） ［鉄］

　※　［鉄］は「鉄底海峡（アイアンボトム・サウンド）｣での海戦

1943年（昭和18年）
- 1月29日～30日 - レンネル島沖海戦
- 2月1日～7日 - ケ号作戦により、日本軍がガダルカナル島から撤退。イサベル島沖海戦が発生。

## 中部・北部ソロモン諸島の戦い（ガダルカナル後）

### 中部ソロモン諸島（ニュージョージア諸島）の戦い
日本軍のガダルカナル島撤退後、連合軍の進撃は次の作戦（カートホイール作戦）の準備と休養のため小休止となり、日本軍は中部ソロモン諸島（ニュージョージア諸島）と東部ニューギニアの防衛の強化に努めた。
ただ、この間も戦闘は続いており、その主なものはラバウルからニューギニアへ向かっていた日本の輸送部隊の壊滅（ビスマルク海海戦）、日本軍による連合軍に対する大規模な航空作戦（い号作戦）、山本五十六連合艦隊司令長官の戦死（海軍甲事件）である。
連合軍は小休止のあと、南太平洋方面の日本軍の一大拠点ラバウルに向けてソロモン諸島とニューギニアの両方から前進を開始する（カートホイール作戦）。ソロモン諸島方面の連合軍の最初の行動は中部ソロモンのニュージョージア島のムンダ飛行場の奪取を目的としたものである。
以後のこの海域の戦いは、ソロモン諸島沿いにラバウルに向かうアメリカ軍が飛行場を確保するために行った作戦と、これに反撃する日本軍の間で発生した戦闘である。

#### ニュージョージア島・レンドバ島
日本軍はガダルカナル島での戦いを支援するため、1942年12月にニュージョージア島のムンダに飛行場を建設した。ガダルカナル島撤退後、日本軍はソロモン方面の防衛線を中部ソロモンとすることに決定し、ニュージョージア島やそのすぐ北にあるコロンバンガラ島の戦力増強を続けた。
アメリカ軍はニュージョージア島の日本軍のムンダ飛行場を占領して自軍の飛行場とするため、その準備作戦として1943年6月30日、ムンダの対岸のレンドバ島に上陸した。続いて、7月5日にニュージョージア島に上陸し、8月5日にムンダを占領した。残存の日本軍は同月下旬にコロンバンガラ島へ撤退した。
アメリカ軍のニュージョージア島上陸からムンダ飛行場占領までの経過は順調なものではなく、事前計画より多くの日数と損害を強いられることになった。ジャングルを通って敵飛行場に接近し占領するという困難な問題（ガダルカナル島で日本軍が解決できなかった問題）を経験したアメリカ軍は、この苦い経験によりその後の作戦計画を修正することになる。
また、1943年8月にアメリカ軍統合参謀本部が発表した指令書は「ラバウルは占領するよりもむしろ無力化すべきである」と述べている。

#### ベララベラ島・コロンバンガラ島
アメリカ軍の最初の計画は日本軍のコロンバンガラ島のビラ飛行場の占領であったが、ニュージョージア島攻略の苦い経験から日本軍の防備が厚いコロンバンガラ島への侵攻は止め、代わりに防備が薄いベララベラ島に飛行場を建設することにした。1943年8月15日、アメリカ軍は同島の南部に上陸した。島には少数の日本軍しかおらず、増援部隊が送られたが大きな戦闘は発生しなかった。

ベララベラ島がアメリカ軍に占領されたことで、コロンバンガラ島の日本軍は連合軍に包囲されて孤立することになり、9月28日～10月2日に日本軍のコロンバンガラ島からの撤退作戦（セ号作戦）が行われた。
ベララベラ島にいた約600名の日本軍は、10月6日に島から撤退した。これにより連合軍は中部ソロモンへの進撃を達成し、次は北部ソロモンのブーゲンビル島を目指すことになる。

### 北部ソロモン諸島（ブーゲンビル島）の戦い

#### ブーゲンビル島

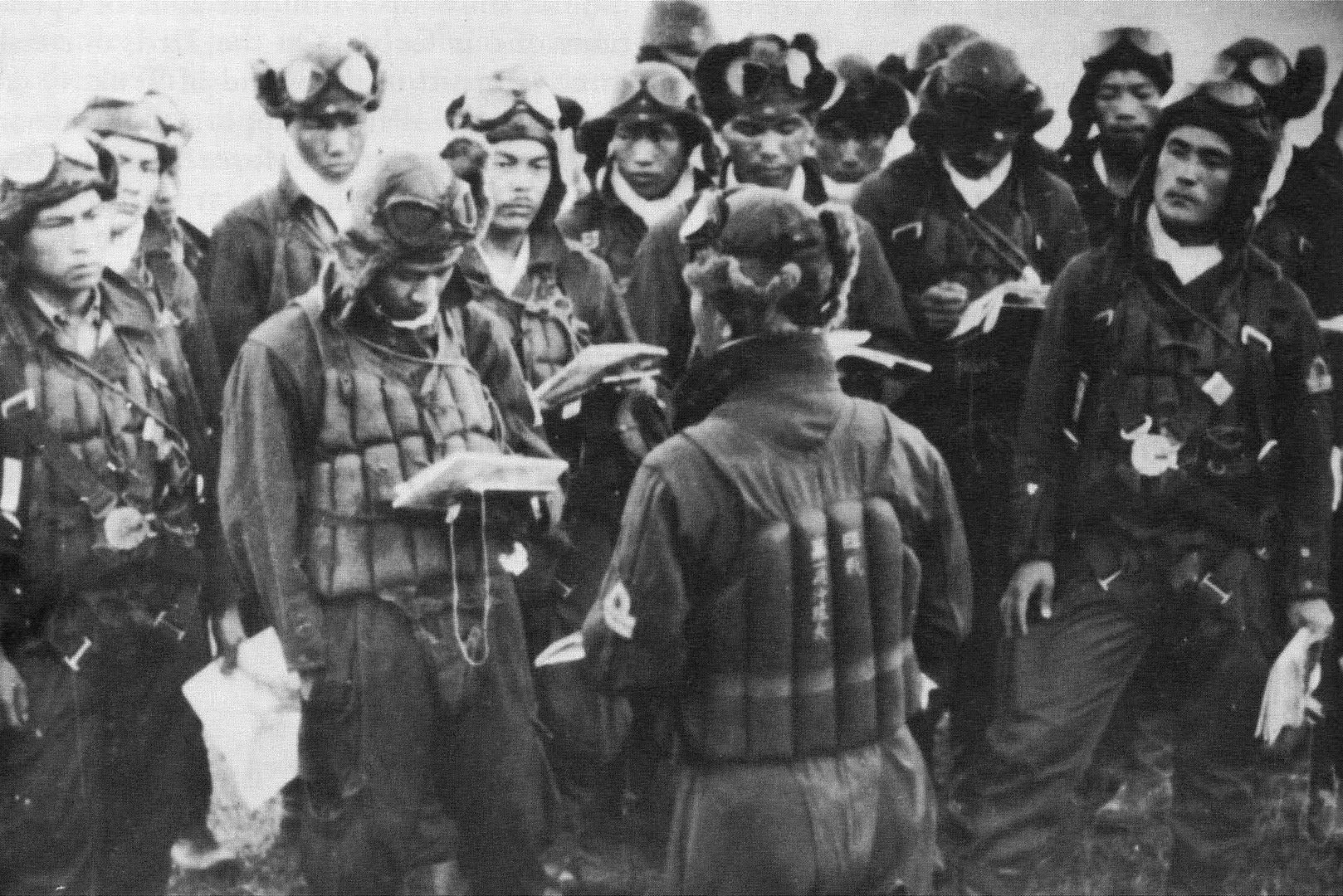
1943年4月7日、ブインからサボ海峡を航行する空母を始めとする連合軍艦隊への出撃に向かう瑞鶴航空隊

北部ソロモンのブーゲンビル島では日本軍はブイン等に飛行場を建設し、ガダルカナル島の戦いのときはガダルカナル島への中継基地として活用した。また、コロンバンガラ島からの撤退が行われた頃に策定された絶対国防圏構想では、ソロモン方面の前衛線はブーゲンビル島とした。

アメリカ軍はラバウルに向けてさらに前進するためにブーゲンビル島に飛行場を必要としたが、ニュージョージア島攻略の苦い経験から、ブーゲンビル島の日本軍飛行場は占領せず、同島に新たな飛行場を建設することにした。飛行場建設地はタロキナに決定し、1943年11月1日、アメリカ軍は同島のタロキナ岬に上陸した。日本軍は上陸したアメリカ軍に対し攻撃（第一次タロキナ攻撃）を行ったが失敗に終わり、12月にタロキナに飛行場を完成したアメリカ軍は以後、それまでを大きく上回る規模でラバウルの空襲を行った。翌年3月に日本軍は再びタロキナを攻撃（第二次タロキナ攻撃）したがこれも失敗し以後、日本軍は食糧不足と熱帯病のためその状況は「墓島」と呼ばれるものになった。戦闘（オーストラリア軍による掃討と日本軍の抵抗）は終戦まで続き、日本軍は1945年9月3日に降伏した。

#### グリーン島
連合軍は飛行場の建設を目的として、1944年2月15日にグリーン島（ラバウルの東、ブーゲンビル島の北西）に上陸した。島には約100名の日本軍がいたが玉砕した。飛行場は3月4日に完成し、連合軍の航空基地からラバウルまでの距離はブーゲンビル島のタロキナに比べ、半分の約200kmとなった。

### 主な戦い
海戦の丸括弧内は連合軍における呼称。
1943年（昭和18年）

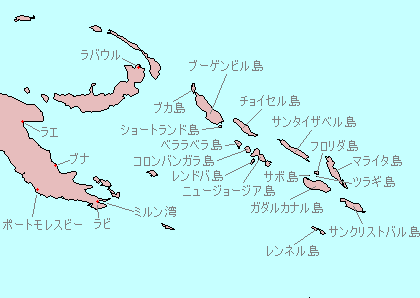
ソロモン諸島とその周辺

- 3月2日～3日 - ビスマルク海海戦 （ソロモン諸島ではなく、ニューギニア方面での戦闘）
- 3月5日 - ビラ・スタンモーア夜戦
- 4月7日～14日 - い号作戦・フロリダ沖海戦 （ソロモン諸島と、ニューギニア方面での戦闘）
- 4月18日 - 山本五十六連合艦隊司令長官戦死
- 5月8日 - 日本海軍の駆逐艦三隻が触雷により全滅
- 6月7日～16日 - ルンガ沖航空戦
- 6月30日 - アメリカ軍がニュージョージア島の対岸のレンドバ島に上陸
- 7月5日 - クラ湾夜戦（クラ湾海戦）
- 7月12日 - コロンバンガラ島沖海戦（コロンバンガラ海戦）
- 8月6日 - ベラ湾夜戦（ベラ湾海戦）
- 8月15日 - アメリカ軍がベララベラ島に上陸
- 8月17日 - 第一次ベララベラ海戦（ホラニウ海戦）
- 8月30日 - 日本軍がニュージョージア島から撤退
- 9月28日～10月2日 - 日本軍がコロンバンガラ島から撤退（セ号作戦）
- 10月6日～7日 - 日本軍がベララベラ島から撤退
- 10月6日 - 第二次ベララベラ海戦（ベララベラ海戦）
- 11月1日 - アメリカ軍がブーゲンビル島のタロキナに上陸
- 11月2日 - ブーゲンビル島沖海戦（エンプレス・オーガスタ湾海戦）
- 11月5日～12日 - ろ号作戦（第一次～第三次ブーゲンビル島沖航空戦）
- 11月5日と11月11日 - ラバウル空襲
- 11月13日～12月3日 - 第四次～第六次ブーゲンビル島沖航空戦
- 11月24日 - セントジョージ岬沖海戦
- 11月29日 - ナボイの戦い
- 12月17日 - アメリカ軍はブーゲンビル島のタロキナ基地からのラバウル空襲を開始

1944年（昭和19年）
- 2月15日 - 連合軍がグリーン島（ブーゲンビル島の北西）に上陸
- 3月8日～3月25日 - ブーゲンビル島で日本軍は第二次タロキナ攻撃を行うが失敗

## 結果
ガダルカナルの戦いは、日本の海軍に大打撃を与えた1942年（昭和17年）6月5日のミッドウェー海戦とともに、太平洋戦争（大東亜戦争）におけるターニング・ポイントだと考えられている。日本の勢力圏に最初の突破口を開いた連合軍にとっては太平洋戦線における反攻の開始を意味し、日本軍にとっては敗北の始まりであった。ガダルカナル島の戦いの後、連合軍は中部ソロモン諸島の西進と東部ニューギニアから北岸沿いの西進により、1944年（昭和19年）3月までにソロモン諸島侵攻当初の目標であった「ラバウルの攻略（のちに『ラバウルの無力化』に方針を変更）」を達成した。この頃になると連合軍の戦力（空母の数等）はガダルカナル島上陸の頃に比べてはるかに充実していて、中部太平洋でもアメリカ軍の大規模な反攻が始まっていた。この後、連合軍は
- マリアナ諸島（サイパン・グアム）を目指して中部太平洋を西に進撃（ニミッツが指揮）
- フィリピンを目指してニューギニア北岸を西に進撃（マッカーサーが指揮）

の二方面からの作戦に移っていく。
一方、日本海軍はガダルカナルからラバウルに至る消耗戦に対し、基地航空隊だけではなく米軍迎撃の主力となるべき空母艦載機部隊第一航空艦隊および第二航空艦隊をも投入し、そして消耗戦で失ってしまった。この結果、米軍の二方面反攻のどちらに対しても有効な反撃ができないまま、孤立した離島の守備隊が各個撃破されて玉砕していく悲劇が繰り返されることになる。